# Земщина

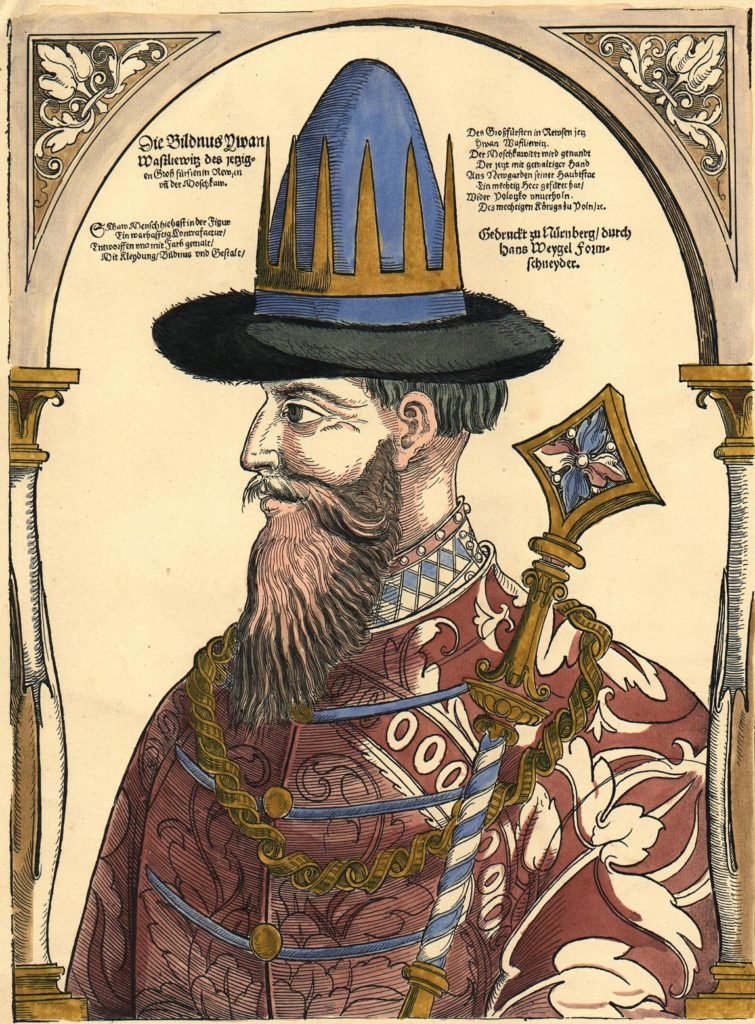
Иван Грозный

Земщина — в классическом смысле, по определению археографа В. Н. Сторожева — «земля, как понятие противоположное государству, всему государственному и государевому в древней Руси».
Особое значение этот термин получил в XVI веке, после отъезда царя Ивана Грозного в Александровскую слободу в декабре 1564 года. Вернувшись на царство по усиленному челобитью духовенства и бояр, царь Иван IV Васильевич учредил опричнину и, став во  главе её, отделил для неё от земли «опроче» людей и доходы; все, что не вошло в эту опричнину, было земщиной, во главе которой стояли свои земские бояре и даже особый земский царь (Симеон Бекбулатович, в 1574 году).
Разделение на опричнину и земщину продолжалось и после ссылки царя Симеона в Тверь, только опричнину и опричный заменили словами двор и дворовый, так что городам и воеводам земским стали противополагаться города и воеводы дворовые, а земщине — двор.
Те, кого Иван Грозный не хотел видеть в составе опричного двора, силой выселялись на территории земщины.
Земщиной управляла земская Боярская дума и территориальные приказы (Приказ Большого дворца, Бронный приказ, Земский приказ, Конюшенный приказ, Поместный приказ, Разрядный приказ, Посольский приказ и т. д.).
При учреждении опричнины земщина должна была уплатить её главе 100 тысяч рублей за путешествие в Александровскую слободу (огромная по тем временам сумма).
Земщина даже имела свои обособленные земские полки.
Центром земщины был город Москва.
В 1572 году была отменена опричнина и произошло слияние земских земель с опричными, однако осенью 1575 года земщина возродилась вновь, когда царь удалился в «удел», оставив на троне хана Симеона Бекбулатовича, которому жаловал титул «великого князя всея Руси».
Со смертью Ивана Грозного и роспуском особого двора исчезла и земщина.

## Список городов и земель, вошедших в земщину
Великие Луки, Владимир, Вятская земля, Городец, Дмитров, Печорский край с Пустозерьем, Пермь, Нижний Новгород, Стародуб Ряполовский (Стародуб-на-Клязьме), Муром, Коломна, Пронск, Рязань, Тула, Серпухов, Оболенск, Одоев, Новосиль, Брянск, Смоленск, Тверь, Торжок, Кашин, Углич, Водская, Шелонская и Деревская пятины Новгородской земли, Софийская сторона города Новгорода, Псков, Изборск, Ивангород, Копорье.
До февраля 1567 года к земщине причислялся город Кострома.
До конца 1567 года к земщине относились земли Боровского уезда и Старица.
До 1569 года частью земщины являлось Белоозеро (ныне Белозерск).
До начала 1569 года в её состав входили города Ростов, Пошехонье и Ярославль, после чего они были приписаны к опричине.
До конца февраля 1571 года к земщине причислялись также Бежецкая и Обонежская пятины Новгородской земли и Торговая сторона Новгорода.
В земщину вошёл и город Москва (кроме ряда городских районов, причисленных к опричнине: левой стороны Никитской улицы «до всполья»; Чертольской улицы «до всполья»; Арбатской улицы до Дорогомиловского всполья; трёх столичных слобод).